# Eustace Miles
Eustace Hamilton Miles (Hampstead, Londres, 22 de setembre de 1868 – Streatham, Londres, 20 de desembre de 1948) va ser un jugador de rackets i jeu de paume anglès que va competir a cavall del segle xix i del segle xx.
Nascut a Hampstead, Londres, estudià al Marlborough College i al King's College, de la Universitat de Cambridge.
Entre 1899 i 1910 guanyà nou vegades el campionat anglès de jeu de paume, i el 1900 fou el primer guanyador no americà del Campionat de Jeu de paume dels Estats Units. També guanyà set vegades el campionat del món de jeu de paume entre 1898 i 1905, i el campionat del món amateur de rackets el 1902 i quatre vegades el de dobles entre 1902 i 1906.
El 1908 va prendre part en els Jocs Olímpics de Londres, on guanyà la medalla de plata en la competició de Jeu de paume, després de perdre la final contra Jay Gould II.
Va escriure nombrosos llibres sobre temes com la salut, la dieta o els clàssics grecs i llatins. Es va casar amb Hallie Killick, també escriptora, i plegas participaren en obres de beneficència cap als pobres de Londres.